# Hôtel de Perrin
Pour les articles homonymes, voir Perrin.
L'Hôtel de Perrin, est un hôtel particulier historique situé au n° 46 du Cours Mirabeau, à Aix-en-Provence, en France.

## Historique
L'hôtel particulier fut construit à l'époque du percement du Cours Mirabeau, au milieu du XVIIe siècle (v.1650-1660).
Son premier propriétaire fut Louis de Perrin, troisième consul d'Aix. À sa mort, un de ses fils hérita du bâtiment: le chevalier de Perrin – qui édita les Lettres de Madame de Sévigné (en 1734).
Au cours du XVIIIe siècle, l'hôtel familial fut acquis par M. de Meyronnet, marquis de Châteauneuf et conseiller au Parlement de Provence.
Comme la plupart des hôtels particuliers aixois, il passa la Révolution sans être détruit. Puis il fut acheté par le vicomte Albert de Selle à la fin du XIXe siècle et passa au XXe siècle à la famille Inguimbert par alliance.
Il est à présent dédié à une copropriété de logements (aux étages) et à un local commercial (boutique Lacoste du Cours).

## Architecture
Le bâtiment fait environ 50m de long – donnant sur la rue Mazarine au sud et le Cours Mirabeau au nord – et 18m de façade nord.
La façade est d'origine; elle est dite à maçonnerie « de blocage », recouverte d'enduit « carronné en bosse » (c'est-à-dire traitée en faux joints).
La pierre utilisée provient des carrières de Bibémus, à environ 5km à l'est d'Aix, qui donne une teinte ocre clair caractéristique des hôtels particuliers aixois des XVIIe et XVIIIe siècles.
Les clés d'ouverture du rez-de-chaussée présentent des mascarons.